# Александровка (Подоловский сельсовет)
Алекса́ндровка (укр. Олександрівка), село, 
Подоловский сельский совет,
Изюмский район,
Харьковская область.
Код КОАТУУ — 6320485506. Население по переписи 2001 г. составляет 156 (81/75 м/ж) человек.

## Географическое положение
По территории села Александровка протекает река Сухой Торец (укр. Сухий Торець), есть мост.
На противоположном берегу находится вымершее село Малая Андреевка. В 2-х км находится село Подоловка.

## Экономика
В селе есть молочно-товарная ферма.